# Korupcja polityczna

Mapa stworzona przez Transparency International, przedstawiająca „skalę, w jakiej korupcja występuje wśród jednostek administracji i polityków”

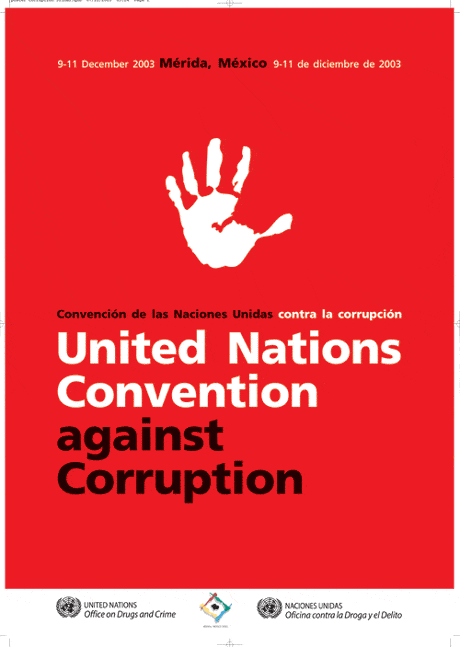
Konwencja Narodów Zjednoczonych przeciwko korupcji

Korupcja polityczna – rodzaj korupcji związany z uczestnictwem  w systemie sprawowania władzy (rząd, parlament, partie polityczne, inne wysoko położone jednostki administracji państwa).

## Definicja korupcji politycznej
Transparency International podaje prostą definicję korupcji politycznej, określając ją jako nadużycie powierzonej władzy przez przywódców politycznych dla uzyskania prywatnej korzyści, celem zwiększenia swej władzy lub bogactwa; nie musi dotyczyć przekazywania pieniędzy, może przyjąć formę „handlu wpływami” lub obdarzania specjalną przychylnością, co zatruwa politykę i zagraża demokracji. Choć w definicji mówi się o przywódcach politycznych, korupcja polityczna tyczy się także urzędników państwowych, którzy w ramach swoich kompetencji reprezentują wyższe organy władzy, w tym także przywódców politycznych.
Ważną cechą aktów korupcji jest to, iż są to działania bezprawne, a więc nie mieszczące się w ramach praktyk dopuszczanych przez przepisy obowiązujących aktów prawnych (konstytucji, ustaw, rozporządzeń, kodeksów, regulaminów itp.). Innymi słowy ten kto korumpuje, próbuje za pomocą oferowanych dóbr i korzyści zachęcić daną osobę do działań bezprawnych lub naruszających przyjęte przez daną instytucję zasady działania; mogą też być to działania sprzeczne z obowiązującymi zasadami moralnymi. Na tym tle nie jest działalnością korupcyjną tzw. lobbing w polityce, a więc próba wpłynięcia na decyzje podejmowane przez daną władzę, gdyż jego funkcjonowanie podlega normom prawnym i nie może wiązać się z dawaniem czy przyjmowaniem łapówek; stanowi przykład działań parakorupcyjnych.
W podsumowaniu swojej pracy porównawczej nad korupcją polityczną Eva Etzioni Halevy stwierdza, iż  nie zależy ona od cech i interesów danych klas społecznych, ani od charakteru i kultury politycznej szerokiej publiczności (rank and file public), ale od kultury elity politycznej i struktur politycznych, którymi rządzi. Na jej obecność ma wpływ wymieszanie się struktur administracyjnych i politycznych, ingerowanie polityków i polityki partyjnej w sprawy biurokracji, dostępność biurokratycznych środków dla potrzeb partii politycznych.
O korupcji politycznej pisze także Maria Jarosz w książce „Władza. Przywileje. Korupcja” twierdząc, iż jest ona tradycyjnie związana z zachowaniami ludzi, zarówno w Rzeczypospolitej szlacheckiej, jak i w czasach współczesnych. Jej zdaniem ma charakter ponadczasowy, chociaż jej zasięg i formy zmieniają się stosownie do sytuacji.
Cytuje ona jeden z pierwszych przejawów łapówkarstwa z tekstów Galla Anonima:
„Tymczasem Sieciech, wróciwszy do Polski (...) kusił chytrze znaczniejszych spośród nich, wielmożów śląskich obietnicami i darami i powoli przeciągał ich na swoją stronę”.
W tekście możemy również przeczytać, że branie łapówek przez ważnych przedstawicieli władzy wykonawczej, ustawodawczej i sądowniczej nie było rzeczą cechującą jedynie polską szlachtę. W Rosji np. przez wieki mówiono, iż nie jest istotne, jaką pensję otrzymuje dany sędzia, lecz ważne jest jakie ma dochody. W Polsce, jak pisał Janusz Tazbir, łapówkę dla sędziego „mógł stanowić zarówno rasowy koń, jak beczułka wina, szczerozłota taca pełna pomarańcz, wreszcie kubek z talarami (...) Mniej zamożni czy bardziej wolni od skrupułów moralnych nie wahali się frymarczyć wdziękami własnych małżonek”.
Przykładem korupcji politycznej na świecie jest skandal PMU 18, który dotyczył wietnamskiego Ministerstwa Transportu. Władze korzystały z państwowych funduszy do opłacania prostytutek, hazardu oraz kupna luksusowych samochodów.
Innym przykładem jest tzw. Tangentopoli (po włos. dosłownie łapówkogród) – termin, z którego korzystano w celu określenia systemu panującego we Włoszech do czasu śledztwa Mani pulite (po włos. czyste ręce), które rozpoczęto 17 lutego 1992, kiedy to aresztowano Mario Chiesa, członka Włoskiej Partii Socjalistycznej. Symbolem Tangentopoli stał się Bettino Craxi, lider partii WPS.

## Formy korupcji politycznej

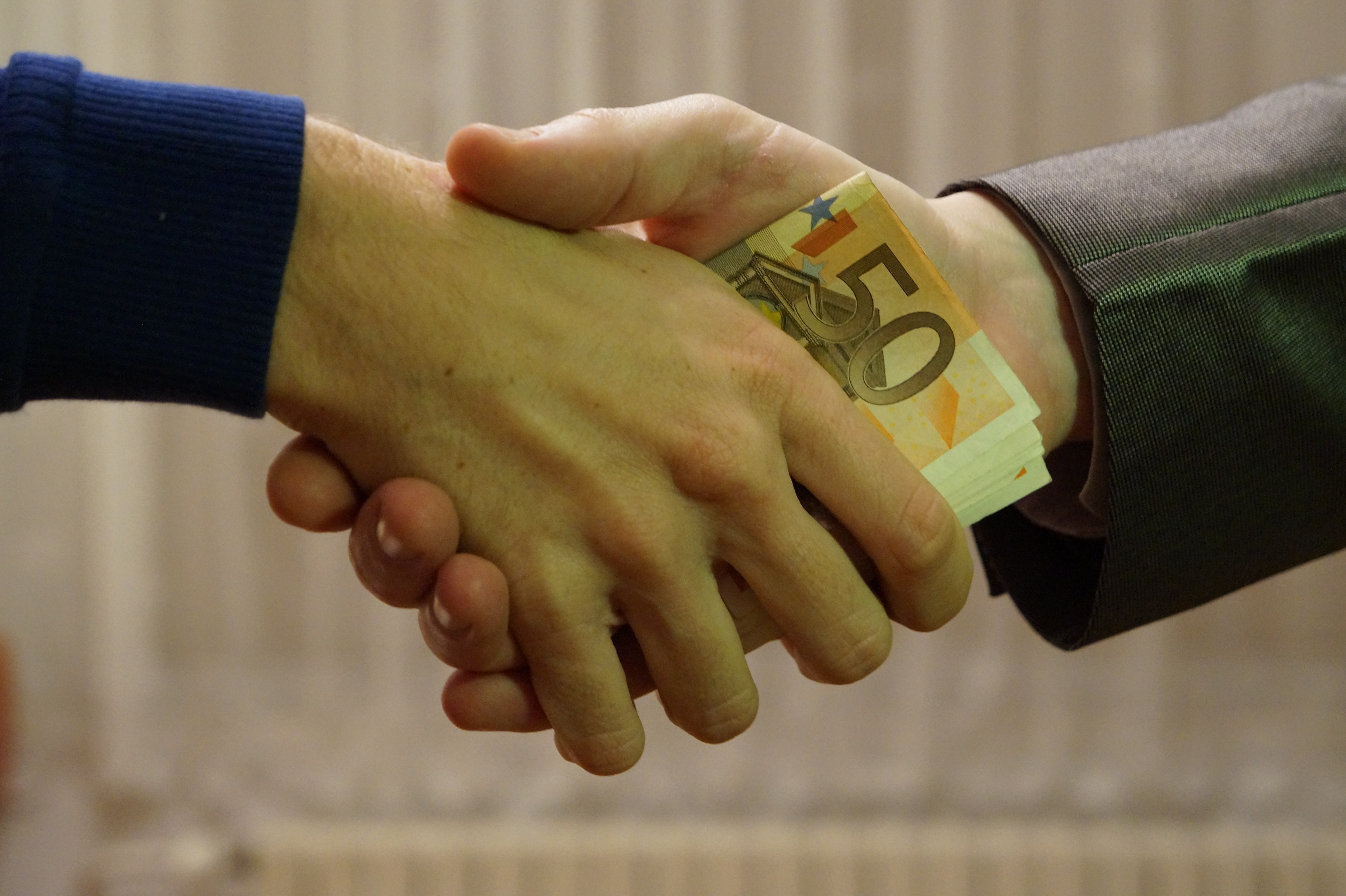
Łapówka

### Łapówkarstwo
Łapówki są dawane w celu osiągnięcia pewnych korzyści związanych z lokalnym prawem lub ominięcia pewnych procedur związanych z daną działalnością. Mogą być też żądane przez jednostki administracji w celu wykonania procedury za którą są już opłacani przez państwo. W niektórych rozwijających się krajach stwierdzono, iż ponad połowa ludności dała lub pobrała łapówkę w ciągu ostatnich 12 miesięcy. Według statystyk łapówkarstwo na świecie pomiędzy 1996 a 2006 rokiem szacuje się na około miliard dolarów.

### Prezenty, datki
Podczas gdy przy łapówkarstwie istnieje intencja wpłynięcia na podejmowanie pewnych decyzji, przy „prezentach” wystarczy, iż ktoś otrzyma przedmiot o znaczącej wartości, nieliczący się do pensji, dzięki posiadanemu przez siebie stanowisku. Wiele państw posiada specjalne ustawy zapobiegające występowania takich dwuznacznych sytuacji. Przykładowo, każdy prezent o wartości wyższej niż 200$ dany prezydentowi Stanów Zjednoczonych jest traktowany jako prezent dla gabinetu prezydenckiego a nie dla samego prezydenta. W celu zabrania prezentu prezydent musi zapłacić kwotę równą jego wartości. Podobnie jest w przypadku, kiedy polityk kupuje ziemię, na której wie, iż będą odbywały się budowy, a informacja na ten temat jeszcze nie została upubliczniona, aby następnie sprzedać ją za zawyżoną cenę.

### Nepotyzm i kumoterstwo
Formą korupcji jest również nadawanie przywilejów członkom swojej rodziny (nepotyzm) lub przyjaciołom (kumoterstwo). Może tu również wystąpić łapówkarstwo, kiedy to udzielana jest łapówka w celu zmuszenia kogoś do zatrudnienia kogoś bliskiego na wysokie stanowisko. Skrajne formy takich działań obejmują cały kraj, jak np. w krajach Trzeciego Świata, takich jak Syria czy Korea Północna, gdzie pozycję prezydenta państwa i przywódcy partii po Kim Ir Senie objął jego syn, Kim Dzong Il.

### Nadużywanie budżetu
Mogą istnieć również takie sytuacje, kiedy to osoba odpowiedzialna za budżet danej jednostki państwowej, organizacji czy projektu dysponuje i zarządza nim w sposób niezgodny z przyjętymi normami. Może np. zatrudniać firmy, które oferują mniej korzystne warunki niż pozostałe, lub opłacać wybraną firmę kwotą wyższą niż ustaloną. Przykładowo odbywa się przetarg dotyczący komputeryzacji pewnego urzędu miejskiego. Przetarg wygrać powinna ta firma, która oferuje najkorzystniejsze warunki, jednak wygrywa go inna firma, która oferowała gorsze warunki (bardziej korzystne dla samej firmy) ale udzieliła łapówki osobie odpowiedzialnej za rozporządzanie budżetu.
Inną formą jest wydawanie pieniędzy z budżetu na cele prywatne, tak jak miało to miejsce przy skandalu PMU 18, gdzie państwowe pieniądze wydano na hazard i opłacenie drogich samochodów dla urzędników.

### Wsparcie kampanii wyborczej
Politycy często znajdują się w sytuacjach korupcjogennych, ze względu na konieczność uzyskania pieniędzy na swoje kampanie. Często sprawiają wówczas wrażenie, że działają na rzecz organizacji, które ich wspierały, co budzi głosy o korupcji.
Wspierający polityków utrzymują, że zbieżność jest czysto przypadkowa. Cynicy zastanawiają się, dlaczego te organizacje w ogóle wspierają polityków, jeśli nic za swoje pieniądze nie uzyskują. W Stanach Zjednoczonych firmy, szczególnie te największe, często wspierają wszystkie duże partie, jednak większość z nich faworyzuje jedną.
Z powodu implikacji finansowego wspierania polityków przez korporacje, takich jak postrzeganie tego jako kupowanie głosów wybranych urzędników, pewne kraje, na przykład Francja, całkowicie zabraniają takich praktyk. Francja nakłada również ograniczenie na maksymalną wartość kampanii wyborczej, żeby zmniejszyć możliwość obchodzenia zakazów. Kandydaci, którzy przekroczą te limity lub przygotują nieprawdziwe sprawozdania z wydatków, ryzykują przegranie wyborów lub całkowity zakaz udziału w przyszłych wyborach. Dodatkowo państwo przyznaje fundusze partiom w zależności od ich wyników w wyborach.

## Skutki korupcji politycznej

### Skutki polityczne i administracyjne
Korupcja wywołuje nieuczciwą konkurencję. W realiach politycznych, osłabia demokrację poprzez wpływanie lub nawet kompletne zmienianie procesów formalnych czy prawniczych. Korupcja podczas wyborów i w jednostkach legislacyjnych zmniejsza wierzytelność i narusza stabilność w ustawodawstwie; faworyzuje pewne grupy społeczne; zwiększa racjonalną ignorancję. Innymi słowy narusza wartości demokratyczne takie jak równość wobec prawa, tolerancja i sprawiedliwość.
Pojęcie korupcji, nawet w krajach, w których korupcja jest znikoma, może być wykorzystywane również do celów propagandowych, kiedy to politycy oskarżają innych polityków o korupcję, nie posiadając znaczących dowodów, a jedynie wyciągając pochopne wnioski, w celu poparcia swoich ideologii i racji swoich przekonań. Z drugiej strony udowodnione akty korupcji mogą być etycznie spłycane do poziomu moralnie poprawnych zachowań, również z politycznych względów, w celu utrzymania poparcia społeczeństwa.

### Skutki ekonomiczne
Korupcja osłabia gospodarkę poprzez wywoływanie niestabilności i nieefektywności. W sektorze prywatnym, korupcja naraża firmę na dodatkowe, niepotrzebne wydatki lub odwrotnie: umacnia firmę poprzez zmniejszenie wydatków dzięki korzystania z łapówek, a w konsekwencji stwarza nieuczciwą konkurencję wobec innych firm działających uczciwie i podlegających niezmienionym aktom prawnym, a więc zakłóca funkcjonowanie podstawowego mechanizmu rynkowego, jakim jest konkurencja. Stwarza też uzależnienie pomiędzy firmą a jednostką rządzącą (udzielającą korzyści).
W sektorze publicznym korupcja stwarza ekonomiczną niestabilność poprzez zarządzanie publicznymi pieniędzmi w sposób niewłaściwy, który najczęściej szkodzi państwu. Spowalnia również rozwój gospodarczy kraju, chęć tworzenia nowych inwestycji zarówno przez zagranicznych, jak i lokalnych inwestorów. Relatywnie duża skłonność do inwestowania w krajach azjatyckich, które mają wysoki poziom korupcji, nie zaprzecza negatywnej zależności pomiędzy poziomem korupcji a wielkością inwestycji zagranicznych. Owe kraje, a w szczególności Chiny, oferują atrakcyjne zachęty podatkowe, których zadaniem jest przyciągnąć międzynarodowe firmy, jednak uważa się, że gdyby zredukowały one poziom korupcji, w konsekwencji nie musiałyby stosować zachęt, a poziom inwestycji byłby porównywalny lub nawet większy.

### Skutki społeczne
Poprzez obecność korupcji społeczeństwo traci zaufanie do władzy lub jednostek administracyjnych, a w konsekwencji zaczyna traktować łapówkarstwo oraz inne formy korupcji jako jedyne skuteczne formy osiągania własnych celów. Występuje również możliwość powiększenia się różnic pomiędzy klasami społecznymi – tymi uprzywilejowanymi i tymi bez przywilejów – a w skrajnym przypadku wywołać walkę klas.
Dochodzi też do załamania obowiązujących zasad moralnych, lub w skrajnym przypadku do ich przeobrażenia, kiedy to pod wpływem czynników korupcjogennych akt korupcji staje się czynem zgodnym z obowiązują etyką.

## Warunki sprzyjające korupcji politycznej
Jako sprzyjające korupcji politycznej uważa się następujące warunki:
- Deficyty informacji
  - Ograniczona przejrzystość działań rządu
  - Ograniczona wolność dostępu do informacji legislacyjnych
  - Próby ograniczania wolności słowa i wolności prasy
- Ograniczona wierzytelność i kontrola nad rządem
  - Źle funkcjonująca lub silnie ograniczona demokracja
  - Brak społeczeństwa obywatelskiego i organizacji pozarządowych monitorujących pracę rządu
  - Racjonalna ignorancja wobec wyborów
  - Słabe wykształcenie prawnicze
  - Lekceważenie dokumentacji i sprawozdawczości, co powoduje brak formalnego uzasadnienia podejmowanych decyzji, a w konsekwencji utrudnioną kontrolę procedur decyzyjnych
  - Brak lub słaby benchmarking
- Okazje i inicjatywy
  - Duży sektor publiczny i wiele regulacji rządowych może stwarzać okazję do powstania korupcji. Jest to jeden z argumentów za prywatyzacją. Mimo tego istnieją kraje z małą lub praktycznie nieistniejącą korupcją w których sektor publiczny jest duży (patrz kraje nordyckie).
  - Słabo opłacani pracownicy rządowi
  - Długa praca na jednym stanowisku wpływa na powstawanie więzi pomiędzy poszczególnymi pracownikami, co w konsekwencji może zachęcić do korupcji czy kumoterstwa
- Warunki socjalne
  - Niewyedukowane społeczeństwo
  - W społeczeństwach, gdzie integracja między ludźmi nie jest ważna w porównaniu do innych wartości, zauważa się częstsze występowanie korupcji

Według badań Banku Światowego demokracja, system parlamentarny, polityczna stabilność i wolność prasy są powiązane z lekką korupcją.

## Pomiar korupcji
Mierzenie korupcji, w sensie statystycznym, nie jest oczywiście prostym zagadnieniem, gdyż osoby skorumpowane najczęściej nie ujawniają się, tudzież nie zależy im na ujawnieniu ich działań, co w konsekwencji pozostawia prawdziwy rozmiar korupcji w sferze domysłu. Mimo tego istnieje wiele organizacji, które w różny sposób analizują tendencje danych państw do korupcji.
Transparency International, największa pozarządowa organizacja antykorupcyjna, prowadzi trzy różne pomiary, które aktualizowane są każdego roku: pomiar CPI (Corruption Perceptions Index), w którym głos mają specjaliści wypowiadający się na temat jak bardzo w ich mniemaniu skorumpowany jest dany kraj; Global Corruption Barometer (ang. Globalny Barometr Korupcji), który oparty jest o ankiety opinii publicznej na temat nastawienia do i doświadczeń z korupcją; oraz Bribe Payers Survey (ang. Ankieta Dawców Łapówek), która analizuje chęć i nastawienie poszczególnych firm do dawania i otrzymywania łapówek.
Bank Światowy zbiera wiele danych na temat korupcji, wraz ze  wskaźnikami rządowymi.

## Analiza etyczna korupcji
Ocena etyczna korupcji może być oparta na dwóch rodzajach argumentacji – utylitarystycznej i deontologicznej. Pierwszy rodzaj argumentacji był najczęściej stosowany do modelowej analizy przypadku korupcji w biznesie, mianowicie przekupstwa, którego dopuściła się amerykańska firma Lockheed. Firma ta, w 1976 ubiegała się o istotne, strategiczne zamówienie od rządu japońskiego, dzięki któremu japońskie linie lotnicze zakupiłyby samoloty L-1011 zamiast konkurencyjnych Douglas DC-10. Egzystencja firmy była uzależniona od tegoż zamówienia co w konsekwencji spowodowało, iż reprezentanci japońskiego premiera Kakuei Tanaki, ministra transportu Hashimoto Tomisaburo i innych wysokich urzędników zażądali 3-milionowej (według innych źródeł 7-milionowej) łapówki w zamian za złożenie zamówienia. Firma spełniła to żądanie i otrzymała zamówienie, jednak jego kulisy wyszły na jaw i wybuchł głośny międzynarodowy skandal.
Szef firmy przedstawił następujące argumenty tłumacząc jego decyzję o udzieleniu łapówki: po pierwsze, danie łapówki opłacało się z czysto ekonomicznego punktu widzenia; wielkość łapówki stanowiła tylko 0.03 sumy jaką firma spodziewała się dostać od swojego odbiorcy, a co więcej podatek, który został zapłacony przez firmę, zwiększał dochody państwa. Alternatywą było bankructwo firmy, utrata tysięcy stanowisk pracy (a więc wzrost bezrobocia), straty właścicieli, straty lokalnej społeczności. Po drugie, przekupstwo dokonane za granicą w owym czasie nie było jeszcze przestępstwem ani wykroczeniem według amerykańskiego prawa. Po trzecie łapówka nie była pomysłem firmy, lecz została ona wymuszona przez stronę japońską, co było normalnym sposobem postępowania obowiązującym w tym kraju. Amerykańska firma sama nie kreowała korupcji. Gdyby nie zgodziła się na udzielenie łapówki, dałaby ją inna firma.
Taka argumentacja jest reprezentatywna dla obrony korupcji w pewnych sytuacjach. Jej istota nawiązuje do utylitaryzmu czynów, a więc sprowadza się do oszacowania pozytywnych i negatywnych skutków konkretnego aktu korupcji i stwierdzeniu, że pozytywne konsekwencje tegoż czynu przeważają nad negatywnymi i wobec tego może być ona dopuszczalna. W tej argumentacji można dostrzec błąd polegający na tym, iż nie wzięto pod uwagę wszystkich skutków; uwzględniono bowiem tylko te, które wydały się ważne z punktu widzenia firmy wręczającej łapówkę, by otrzymać kontrakt. Jest prawdą, że wygranie kontraktu mogło uchronić firmę przed bankructwem, pracowników przed utratą pracy itp., ale nie zapobiegło podobnym konsekwencjom w stosunku do firm, których oferty zostały odrzucone: inne osoby straciły pracę, inne lokalne społeczności na tym ucierpiały. Pieniądze, które wpłynęły do budżetu z racji uiszczenia podatku mogły również wpłynąć od innej firmy. W takim rozumowaniu nie uwzględnia się także kosztów ponoszonych przez podatników (w tym przypadku japońskich) w wyniku zawierania umów, które przynoszą osobiste korzyści urzędnikom, a nie są najbardziej korzystne dla danej społeczności. Ponieważ utylitaryści z dwóch różnych możliwości decydują się na tę, która daje większe szczęście powszechne, akty korupcji reprezentowane przez przypadek firmy Lockheed nie dają się uzasadnić w aspekcie utylitarystycznym.
Można się również zastanowić jak ocenić przypadki drobnej korupcji polegającej przykładowo na przyśpieszeniu załatwienia przez danego urzędnika sprawy, którą i tak musiałby załatwić, bowiem należy ona do jego stałych obowiązków. Można przypuścić, że ów urzędnik ma niską płacę która go nie satysfakcjonuje, a więc w konsekwencji drobna suma pieniędzy wręczona przez klienta może wspomóc go w egzystencji. Załóżmy, że proceder, którego załatwienie ma przyspieszyć jest niezwykle cenny dla danej osoby i może ona dzięki niemu odnieść dużą korzyść. Można również założyć, iż nikomu innemu z tego powodu nie zostanie wyrządzona krzywda. Tu może powstać pytanie czy taką korupcję można usprawiedliwić. W utylitarystycznym rachunku co najmniej jeszcze jeden koszt powinien być wzięty pod uwagę, a dokładniej wpływ jaki odnosi taka korupcja na osoby uczestniczące w tym akcie. Okazuje się bowiem, iż branie udział w takim akcie korupcji może zmienić te osoby, wpływając na lżejsze traktowanie korupcji w innych przypadkach. Udowodniono, iż ktoś, kto raz posłużył się łapówką o wiele łatwiej zrobi to po raz drugi. Zależność ta jest potwierdzona przez dane empiryczne. Według komunikatu CBOS z 1999 roku dotyczącego stosunku do łapownictwa osoby, które nie dawały łapówek, krytyczniej niż inne osoby oceniają ten proceder.
Akt korupcji jest naganny moralnie w aspekcie deontologicznym, bowiem narusza kantowski imperatyw kategoryczny. Człowiek, który posługuje się przekupstwem narusza postulat podmiotowego stosunku do każdej osoby, traktując przedmiotowo zarówno tego który jest przekupywany, jak i tych, nad którymi zdobył przewagę odnosząc korzyść ich kosztem. Osoba przekupywana rezygnuje ze swojej autonomii, pozwalając używać siebie jako środek do osiągnięcia celów przez innych i jednocześnie traktując przedmiotowo tych ludzi, którzy ponoszą szkodę. Osoby pozbawione szans o ubieganie się o coś na skutek przekupstwa nie tylko zostają w ewidentny sposób pokrzywdzone, ale naruszona zostaje ich godność, należna każdej istocie ludzkiej.
W niektórych sytuacjach rozstrzygnięcie decyzji o wyborze korupcji jako sposobu załatwienia określonej sprawy jest konsekwencją rozstrzygnięcia problemu etycznego, a więc takiego w którym zachowanie jednej wartości wymaga naruszenia innej. Jedną wartością jest uczciwość rozumiana przez nie posługiwanie się przekupstwem, wartością alternatywną może być zdrowie, życie, wolność, sprawiedliwość.

## Stosunek Polaków do korupcji
Centrum Badania Opinii Społecznej od wielu lat zajmuje się ankietowaniem obywateli w celu uzyskania informacji dotyczących ich zdania na temat korupcji politycznej. W roku 2005 i 2006 odsetek badanych uważających, że stanowi ona duży problem, utrzymuje się na podobnym, bardzo wysokim poziomie. Obecnie, zdaniem zdecydowanej większości pytanych, korupcja w Polsce jest problemem bardzo dużym (67%) lub dużym (26%). Sumując, 93% badanych stwierdza istotę problemu korupcji. Nie dostrzega go jedynie 2% ankietowanych, a 5% nie ma zdania w tej kwestii. Zmienne społeczno-demograficzne w zasadzie nie mają wpływu na opinię na ten temat.

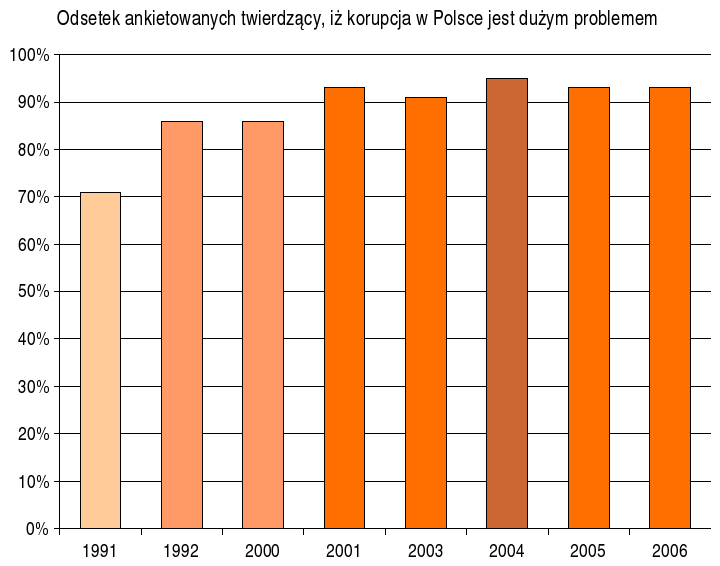
Wykres zmiany odsetka ankietowanych, który twierdzi, iż korupcja w Polsce jest dużym problemem

W 1991 roku odsetek twierdzących, iż korupcja jest problemem dużym wynosił 71%. Od tamtego czasu odsetek ten wciąż rósł, osiągając dotychczasowo największą wartość w maju 2005 roku (95%). Również zmienia się liczba osób uważających, iż korupcja w Polsce jest problemem małym – w 1991 było to 17% osób, w 2006 zaledwie 2%.
W 2006 połowa ankietowanych uważała, iż walką z korupcją powinny zajmować się istniejące już instytucje, takie jak policja, prokuratura czy Centralne Biuro Śledcze. Niewiele mniejsza liczebnie grupa (42%) była za powstaniem nowego urzędu, którego głównym zadaniem byłoby zwalczanie korupcji. Za pozostawieniem problemu walki z korupcją w kompetencjach istniejących już organów opowiadały się przede wszystkim osoby o wyższym wykształceniu (74%), mieszkańcy dużych i największych miast (58% i 57%), kadra kierownicza i inteligencja (64%). Utworzenie nowej instytucji sugerowali głównie najmłodsi ankietowani (54%) a także uczniowie i studenci (50%). Zauważono też zależność pomiędzy odpowiedziami na pytania a deklarowanym zainteresowaniem polityką – odsetek badanych, który uważał, iż walką z korupcją powinny zajmować się istniejące już instytucje, rósł wraz ze wzrostem zainteresowania polityką. Badanie będące podstawą tychże wyników, „Aktualne problemy i wydarzenia”. przeprowadzono w dniach 3-6 lutego 2006 roku na liczącej 1011 osób reprezentatywnej próbie losowej dorosłych mieszkańców kraju.